# Aeródromo de Santa Cilia de Jaca

i8
i11
i13

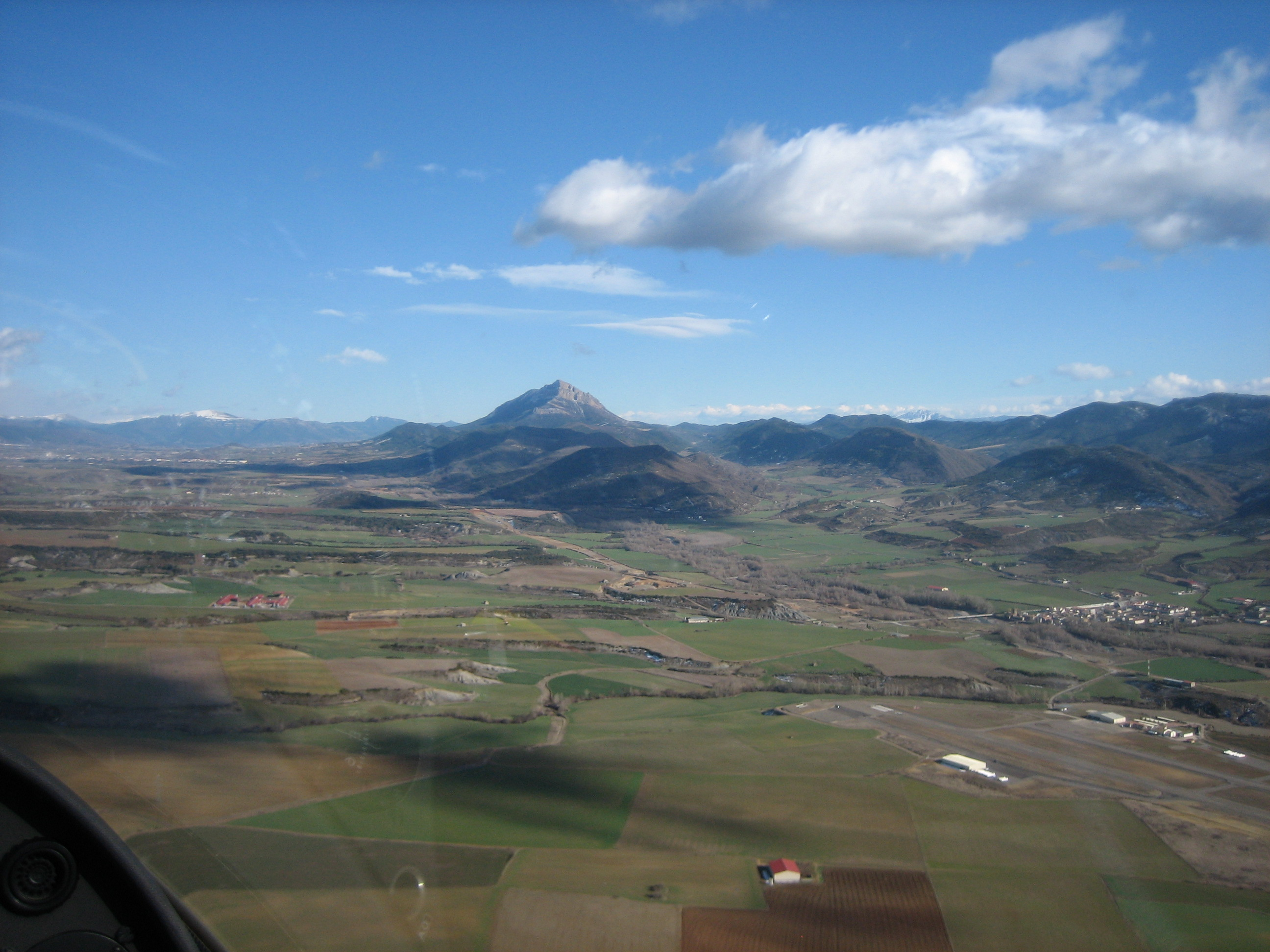

Der Aeródromo de Santa Cilia de Jaca ist ein Flugplatz im spanischen Gemeindegebiet Santa Cilia de Jaca in der Provinz Huesca.
Der 1998 eröffnete Flugplatz für die allgemeine Luftfahrt (auch bekannt als Aeródromo de Santa Cilia-Los Pirineos) mit einer Grundfläche von rund 390.000 m² wird von der Generaldirektion für Tourismus der Regierung von Aragon (Dirección General de Turismo de la Diputación General de Aragón) betrieben. 
Er ist durch seine Nähe zur rund 430 km langen Gebirgskette der Pyrenäen der bedeutendste Sportflugplatz im Norden der Provinz Huesca und ein bevorzugter Flugplatz für Segelflieger. Santa Cilia gilt als eines der nationalen Zentren für Elite-Wettbewerbe und ist der jährliche Austragungsort des Pyrenäen-Cups der von der FAI (Fédération Aéronautique Internationale) veranstaltet wird.
Auf dem Gelände befinden sich neben den beiden Pisten, auch Hangars, eine Tankstelle, ein Clubhaus mit Restaurant, Parkplätze und ein Campingplatz. Die Flugschule mit eigenen Schulungsräumen wird vom Unternehmen Aeronautica de los Pirineos S.A. betrieben, die auch den Segelflugbetrieb koordiniert.